# Вулиця Арсенальська (Львів)
Ву́лиця Арсена́льська — вулиця у Галицькому районі міста Львова, в історичному центрі міста. Сполучає вулиці Староєврейську та Підвальну.

## Назва
Назва вулиці походить від того, що проходить під Високим муром, який став основою західної стіни Міського арсеналу.

## Історія
Виникла приблизно у середині XIX століття під назвою «За Збройовнею бічна», з 1871 року — «Жидівська бічна» (вулиця здавна належала до єврейського кварталу Львова). З 1885 року — «За Збройовнею». У період німецької окупації мала назву Ваффенмаґацінґассе. Сучасна назва — з 1946 року.

## Забудова
Колишня За Збройовнею № 1 (конскрипційний № 254 m, інша адреса: Староєврейська (колишня Боїмів), 54). Синагога. У XVIII столітті тут була Стара синагога та будиночки кравця Шимеля і Берка Данцельса (власність єврейська). Зруйнована 1941 року.
Арсенальська, 2 (конскрипційний № 253 m, інша адреса: вул. Підвальна, 5). Міський арсенал, теперішній Музей зброї. Арсенал створили ще 1430 року. Нинішню споруду збудували при Високому мурі 1555 року. Будинок внесений до Реєстру пам'яток архітектури національного значення під охоронним № 1251.
Арсенальська, 3 (конскрипційний № 333 m, інша адреса: Староєврейська, 43, Шклярська, 1). У XVIII столітті мала назву —  кам'яниця Маєрка Школьника (власність єврейська), за даними ліктьового податку 1767 року. Власником у 1871 році був Абрам Френкель; у 1916 році — Єврейська релігійна громада. Типова триповерхова кам'яниця другої половини XIX століття. У цьому будинку містилася тривіальна школа, перетворена у 1889 році в народну школу для дівчат. Також тут навчали вчителів єврейської релігії. У міжвоєнний період в цьому будинку перебувало культурно-просвітницьке товариство «Тарбут». Тепер тут службові приміщення Львівського історичного музею та ломбард.
Арсенальська, 5 (конскрипційний № 251 m, інша адреса: Шклярська, 3). У XVIII столітті мала назву — кам'яниця Гайзика Фактора (власність єврейська). Власником у 1871 році був Маркус Райн; у 1916 році — Мойсей Фіш і співвласники. У 1902 році тут мешкали різники Франдель Фрухс і Маркус Айхер. Типова триповерхова орендна кам'яниця 1880-х років з фасадом завширшки у п'ять вікон.
Арсенальська, 7 (конскрипційний № 252 m). У XVIII столітті мала назву — кам'яниця Кагальна (власність єврейська). Власник у 1871 році — Єврейська релігійна громада; власник станом на 1916 — Фонд єврейського шпиталю. У 1902 році тут працювала парова лазня Раніше на цьому місці була в'язниця гебрейської громади міста, а з боку Шклярської — лазня. На початку XIX століття спорудили нову кам'яницю для лазні та ритуального басейну (мікви). Фасад з боку вул. Арсенальної оздоблений у стилі історизму 1880—1890-х років. В офіцину цього будинку у 1912 році, після розібрання старої кагальної кам'яниці Ісака Нахмановича, що при тодішній вул. Жидівській, 27 (нині — вулиця Івана Федорова), перенесли ритуальну шхиту.
Арсенальська, 9 (конскрипційний № 199 m, інша адреса: Руська, 20). У XVIII столітті тут проходив Високий мур. Власник у 1871 році — Ецріль Саламон Меллер, у 1916 році — товариство «Просвіта». У 1902 році тут була крамниця коралів Юти Маллер. На початку XX століття на місці кам'яниці споруджено будинок страхового товариства «Дністер» на вулиці Руській, 20.

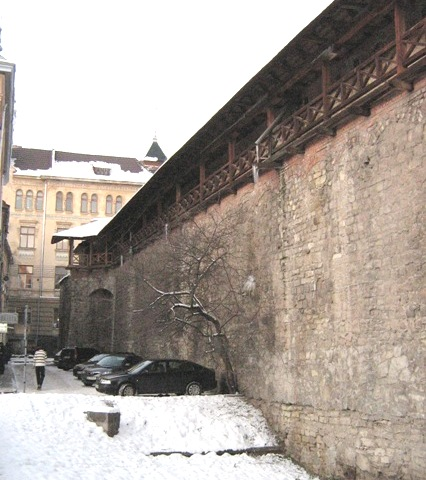
Стіна міського арсеналу з боку Арсенальської
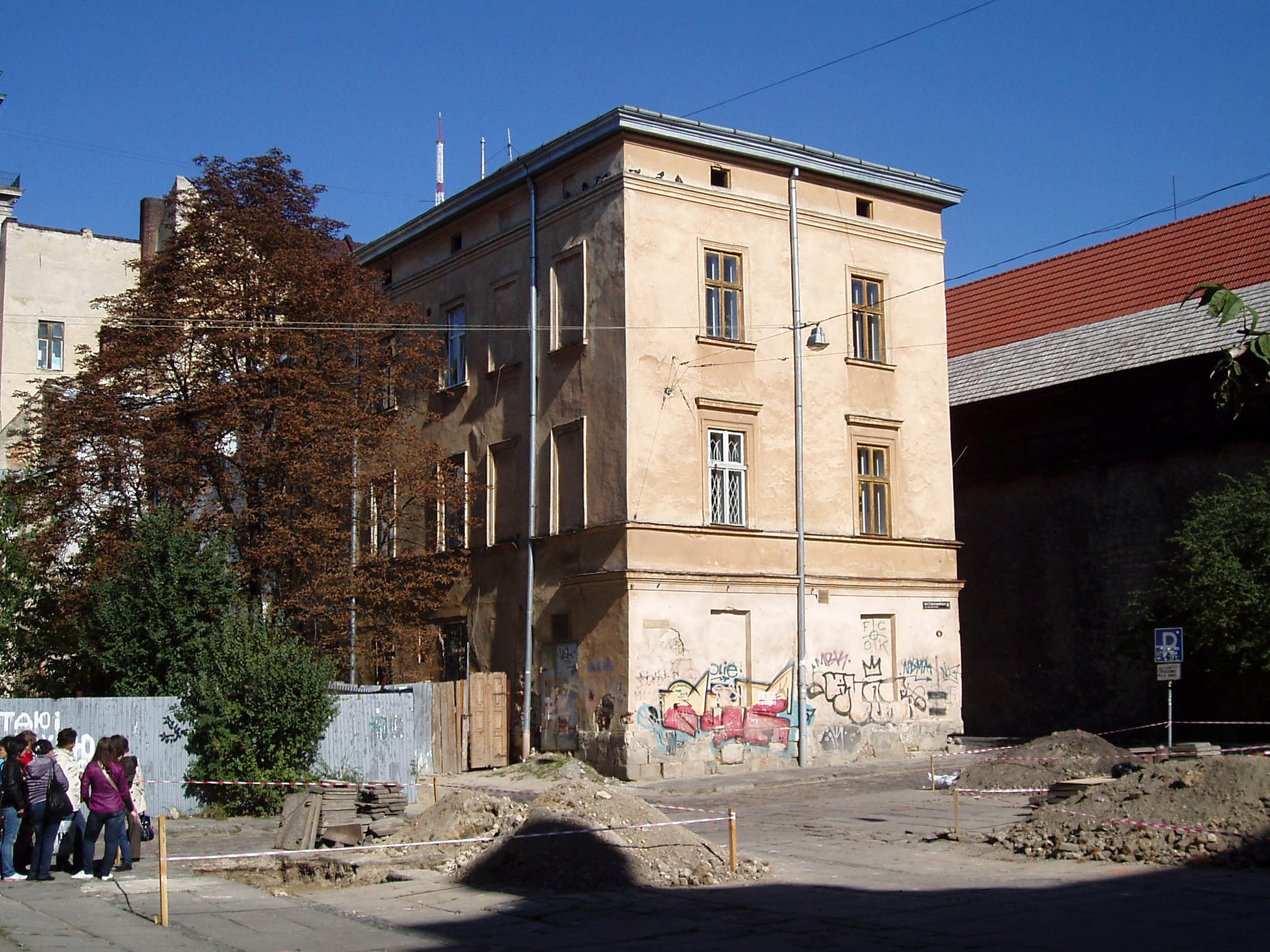
Будинок № 3 (від вул. Староєврейської)
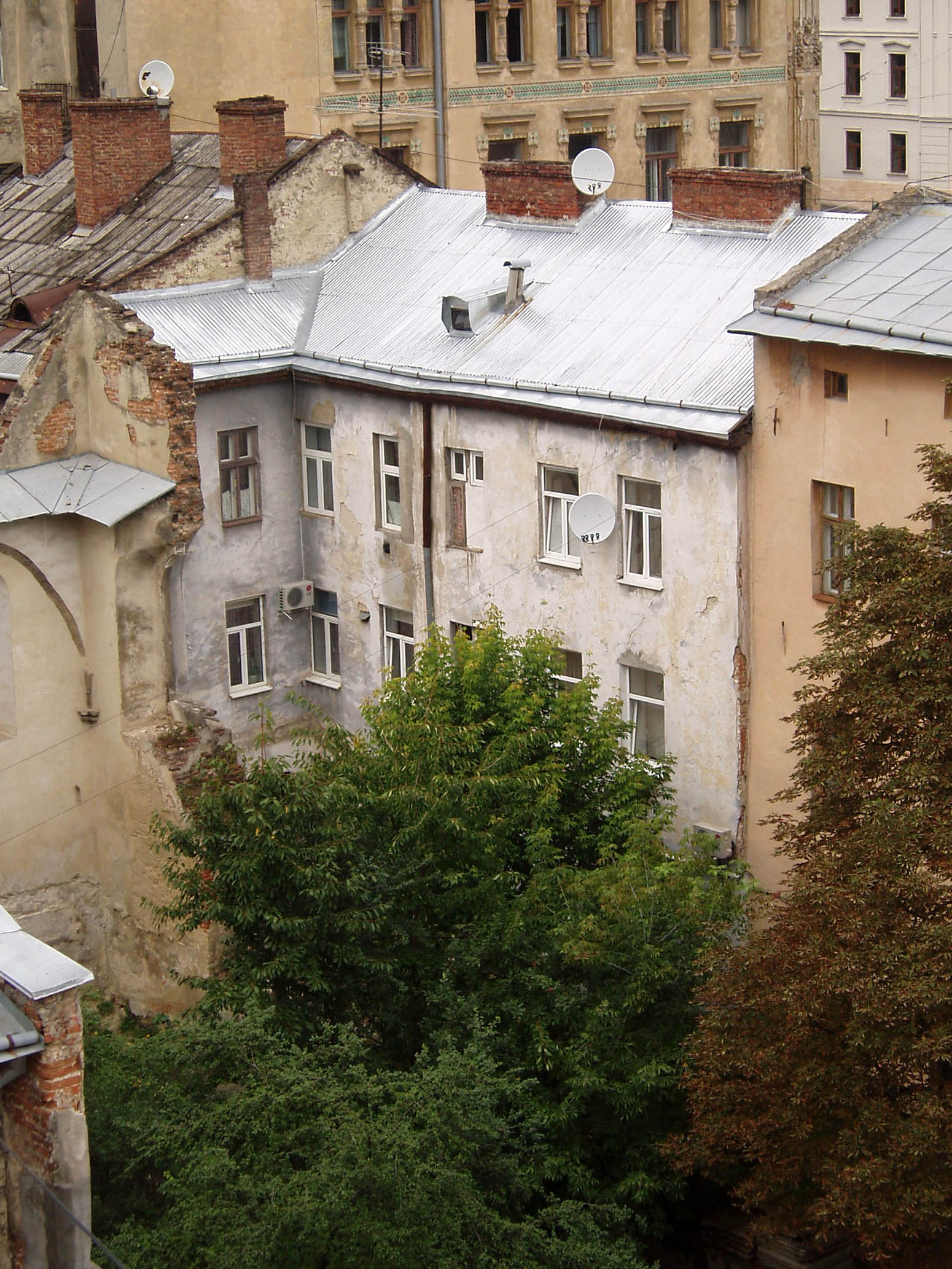
Будинок № 5 (від вул. Староєврейської)
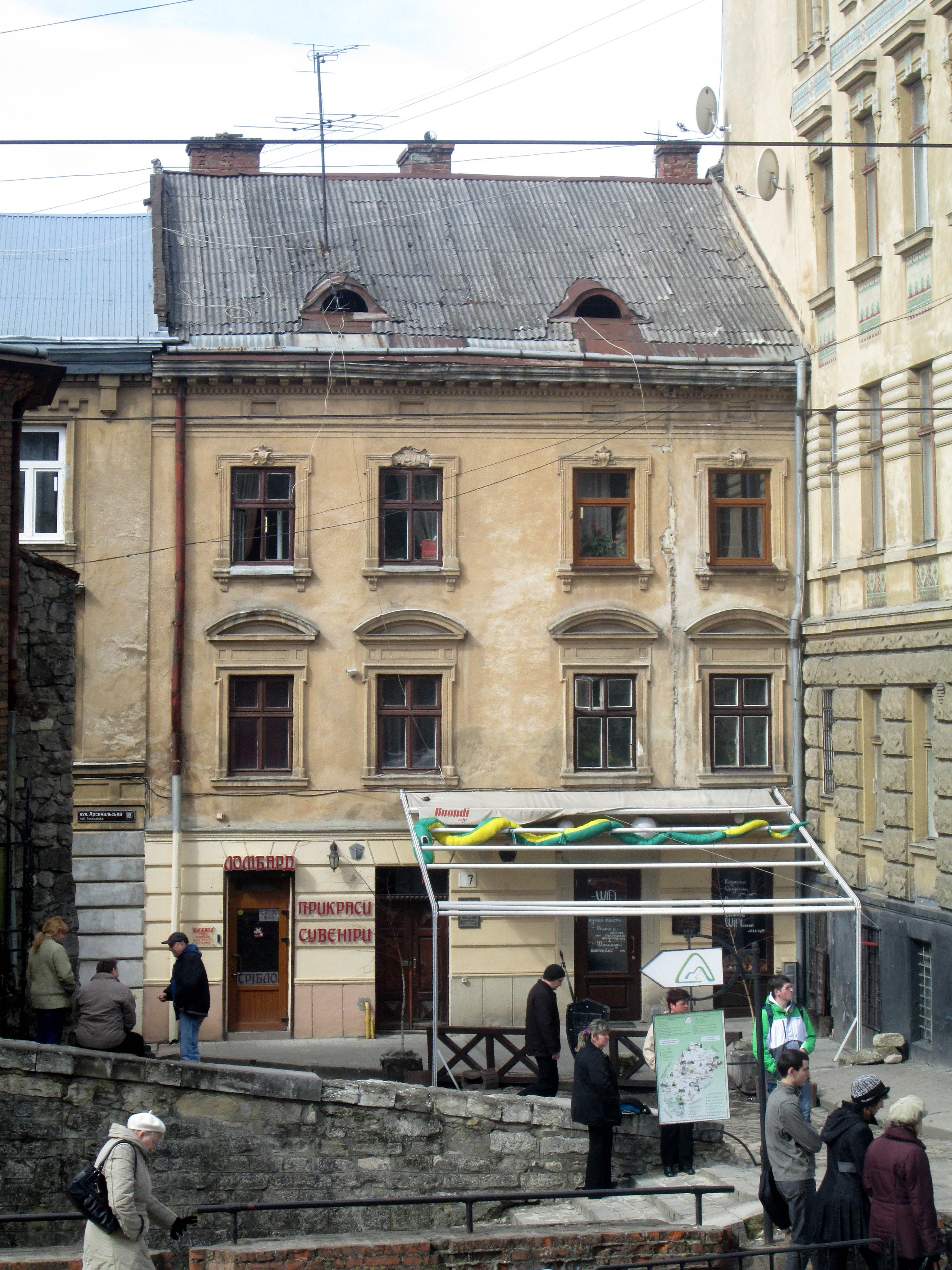
Будинок № 7
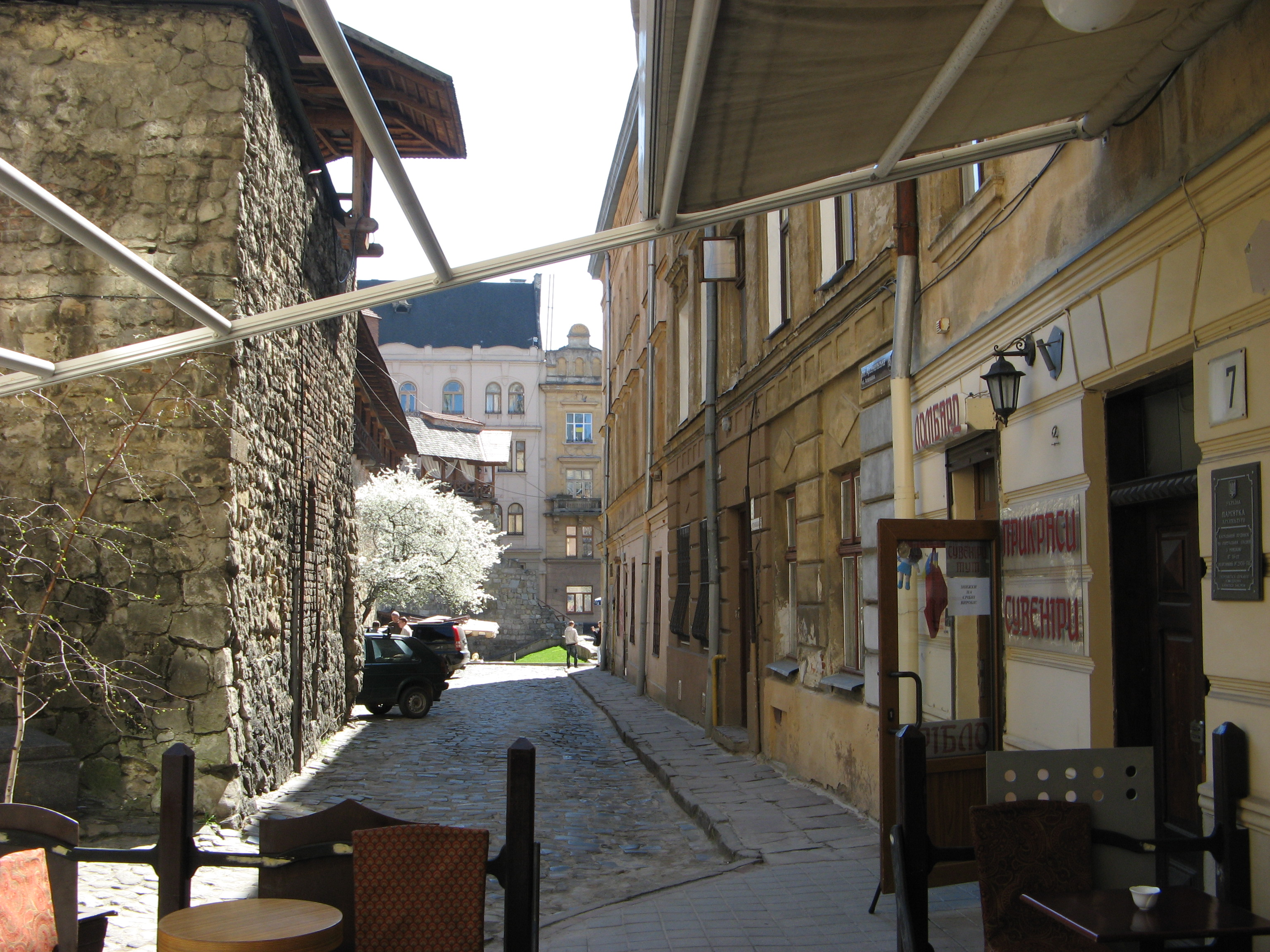